# Nazcaplattan

Naczaplatan, i ljusblått mitt på kartbilden

Nazcaplattan är en litosfärplatta under Stilla havet väster om Sydamerika och utgör tillsammans med Cocosplattan och Juan de Fuca-plattan rester av den historiska Farallonplattan. Den har fått sitt namn efter den peruanska regionen och staden Nasca.
Nazcaplattan glider in under sydamerikanska kontinentalplattan, och bildar därmed en djuphavsgrav och Anderna.